# Spatalla mollis
Spatalla mollis är en tvåhjärtbladig växtart som beskrevs av Robert Brown. Spatalla mollis ingår i släktet Spatalla och familjen Proteaceae. Inga underarter finns listade i Catalogue of Life.